# Savage (Lied)
Savage ist ein Lied der US-amerikanischen Rapperin Megan Thee Stallion aus dem Jahr 2020.

## Entstehung und Veröffentlichung
Das Lied wurde von der Interpretin Megan Thee Stallion (Megan Pete) selbst, zusammen mit den Koautoren Bobby Session Jr. und Anthony White, geschrieben. Letztere zeichnete zudem auch für die Produktion verantwortlich.
Die Erstveröffentlichung von Savage erfolgte am 6. März 2020 als Albumtitel und Single bei den Musiklabels 300 Entertainment und 1501 Certified Entertainment. Die Single erschien als digitaler Einzeltrack zum Download und Streaming. Am gleichen Tag erschien das Lied als Teil von Megan Thee Stallions zweiten Mixtape Suga (Katalognummer: 810043680462). Im Folgemonat wurde das offizielle Lyrikvideo veröffentlicht und das Lied als Airplay veröffentlicht. Im gleichen Monat erschien zudem eine Remixversion mit Beyoncé als digitaler Einzeltrack (Katalognummer: 810043680936) sowie im Mai desselben Jahres ein Remix von Major Lazer (Katalognummer: 810043680868).

## Inhalt
Im Lied beschreibt sich die Interpretin als „eine Wilde“ (englisch „a savage“) und zelebriert ihre Komplexität: laut der Rapperin ist sie rassig, snobistisch (ein Möchtegern-Bourgeois), unbeherrscht/‚zu laut‘, frech, launisch und fies (englisch „classy, bougie, ratchet, sassy, moody, nasty“).

## Rezeption
Savage ging auf TikTok viral und wurde dort in dutzenden Millionen Videos verwendet.

## Kommerzieller Erfolg

### Chartplatzierungen
Savage avancierte zum Nummer-eins-Hit in den US-amerikanischen Billboard Hot 100. Darüber hinaus erreichte es Top-10-Platzierungen in Neuseeland (Rang 2), dem Vereinigten Königreich (Rang 3) und Australien (Rang 4).
| ChartsChartplatzierungen       | Höchstplatzierung | Wochen |
| ------------------------------ | ----------------- | ------ |
| Deutschland (GfK)              | 33 (14 Wo.)       | 14     |
| Österreich (Ö3)                | 23 (12 Wo.)       | 12     |
| Schweiz (IFPI)                 | 18 (16 Wo.)       | 16     |
| Vereinigte Staaten (Billboard) | 1 (28 Wo.)        | 28     |
| Vereinigtes Königreich (OCC)   | 3 (25 Wo.)        | 25     |

| ChartsJahrescharts (2020)      | Platzierung |
| ------------------------------ | ----------- |
| Vereinigte Staaten (Billboard) | 15          |
| Vereinigtes Königreich (OCC)   | 36          |

### Auszeichnungen für Musikverkäufe
| Land/Region                  | Auszeichnungen für Musikverkäufe (Land/Region, Auszeichnung, Verkäufe) | Verkäufe  |
| ---------------------------- | ---------------------------------------------------------------------- | --------- |
| Belgien (BRMA)               | Gold                                                                   | 20.000    |
| Brasilien (PMB)              | Platin                                                                 | 40.000    |
| Frankreich (SNEP)            | Gold                                                                   | 100.000   |
| Polen (ZPAV)                 | Platin                                                                 | 50.000    |
| Portugal (AFP)               | Gold                                                                   | 5.000     |
| Vereinigte Staaten (RIAA)    | 5× Platin                                                              | 5.000.000 |
| Vereinigtes Königreich (BPI) | Platin                                                                 | 600.000   |
| Insgesamt                    | 3× Gold · 8× Platin ·                                                  | 5.815.000 |

| Land/Region       | Auszeichnungen für Musikverkäufe (Land/Region, Auszeichnung, Verkäufe) | Verkäufe |
| ----------------- | ---------------------------------------------------------------------- | -------- |
| Brasilien (PMB)   | 2× Platin                                                              | 80.000   |
| Dänemark (IFPI)   | Gold                                                                   | 45.000   |
| Kanada (MC)       | 5× Platin                                                              | 400.000  |
| Neuseeland (RMNZ) | Platin                                                                 | 30.000   |
| Norwegen (IFPI)   | Gold                                                                   | 30.000   |
| Insgesamt         | 2× Gold · 8× Platin ·                                                  | 585.000  |